# Musée de l'eau de Yazd
Le Musée de l'eau de Yazd présente des techniques et des objets en rapport avec l'adduction d'eau utilisés dans les régions  arides en Iran au cours des quatre derniers millénaires. Il a été créé en 2000 dans la ville de Yazd située entre le sud du désert de Dasht-e Kavir et le nord du désert de Dasht-e Lut, et approvisionnée en eau grâce au système des qanat (galeries d'eau souterraines) . 

## Bâtiment
Le musée se trouve place Amir Chakhmaq dans une maison qui date de 1929, initialement propriété d'un marchand (Haj Ali Akbar Kolahduz), et qui est elle-même dotée de qanat, auxquels il est possible d'accéder par des escaliers.  

## Thèmes

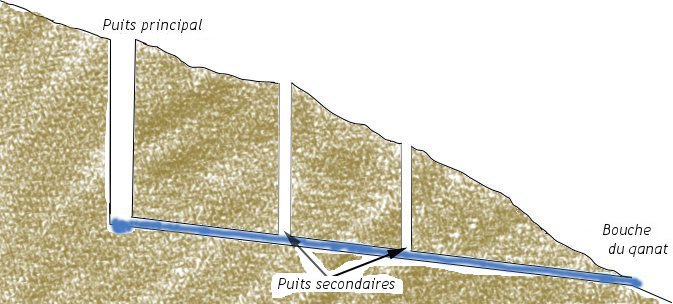
Schéma simplifié d'un qanat.

Le musée retrace l'histoire de la technologie des qanat inventée en Iran au Ier millénaire avant J.-C., expose les moyens utilisés pour creuser des puits (dont la profondeur peut atteindre 300 mètres, comme c'est le cas par exemple à proximité de la ville de Mashad, dans le nord-est de l'Iran), décrit les ouvrages permettant d'acheminer l'eau jusqu'aux villes, et les effets de ces techniques sur la vie quotidienne. On y apprend que le sous-sol des maisons des familles aisées comporte des bassins (sardob en persan) où l'eau était conduite au moyen des qanat, et emmagasinée. Traditionnellement l'élite sociale construisait ses habitations au pied des montagnes pour minimiser la distance du transfert et ainsi recueillir l'eau plus facilement. L'hiver rigoureux permet d'approvisionner de grandes glacières (yakhchal) en pisé de plus de 30 mètres de haut, qui conservent la glace durant toute l'année malgré la chaleur de la saison chaude.

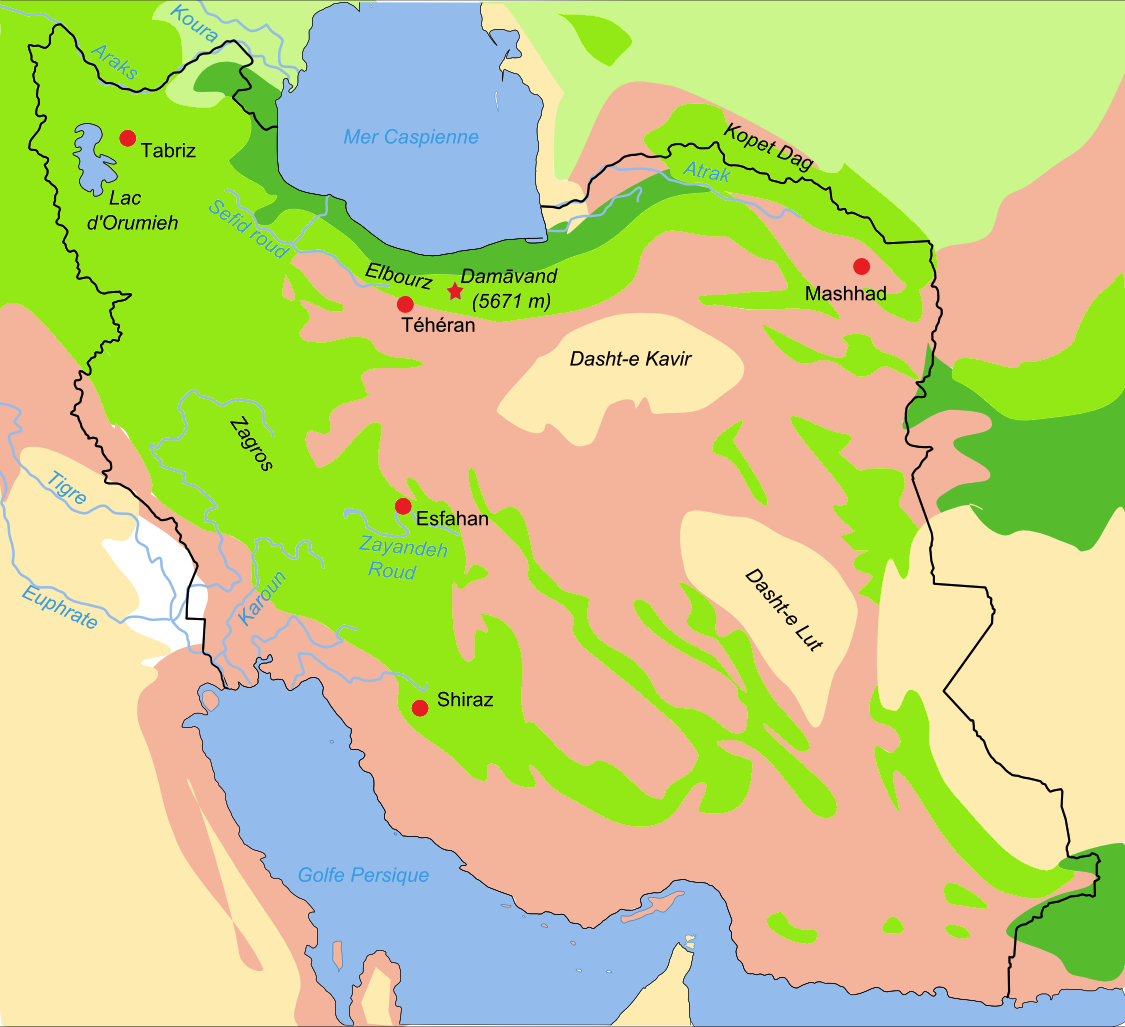
Yazd est au centre de l'Iran entre les deux déserts de Dasht-e Kavir et de Dasht-e Lut (les deux zones les plus claires, cliquer pour agrandir)

Des photographies représentent des ouvriers travaillant dans des galeries souterraines ; quelques-uns de leurs vêtements et outils sont exposés dans les vitrines. 
Le musée évoque également la gestion communautaire traditionnelle des qanat, les questions du partage, de la propriété et de la distribution de l'eau, et les contrats auxquelles elles donnent lieu.

## Procédés d'exposition utilisés
A la riche collection d'objets, d'outils, de photographies s'ajoute le site lui-même de la maison qui sert de musée, dans sa partie souterraine. Un projet de réalité virtuelle a été mis au point en 2021 en vue de simuler l'environnement et les acteurs du passé en rapport avec l'histoire de l'eau.  

## Fonctions du musée

La ville de Yazd (à l'arrière-plan) vue depuis la zone aride qui l'environne

Les qanats perses ont été inscrits sur la liste du patrimoine mondial de l'humanité par l'UNESCO en 2016. Le musée répond à une demande de géotourisme mais il constitue également un moyen de sensibiliser le public iranien aux problèmes liés à la pénurie d'eau.